# Jowst
Юаким Вит Стеен (англ. Joakim With Steen; род. 26 июня 1989, Тронхейм, Норвегия), более известный как JOWST — норвежский музыкальный продюсер и автор песен. Представлял Норвегию на «Евровидении-2017» с песней «Grab the Moment» вместе с вокалистом Александером Вальманном.

## Биография
Стеен родился в Тронхейме, вырос в Тиллере (губерния Сёр-Трёнделаг). В возрасте 14 лет его семья переехала в Стейнхьер. В возрасте пятнадцати лет всерьёз увлёкся гитарой, панком, сочинением песен и участием в музыкальных группах. Музыкальное образование получил в институте Норофф в Осло, где позже работал преподавателем и читал лекции. Работал звукооператором и продюсером на Earport Studios в Форнебу. С 2011 года начал сотрудничать с Red Line Studio в качестве звукорежиссёра и продюсера. Под псевдонимом JOWST, образованном из первых букв его имени, начал самостоятельную работу над проектами «Making A Hit» и «Grab the Moment».
7 февраля 2017 Стеен и норвежский певец Александер Вальманн подтвердили, что примут участие в Melodi Grand Prix 2017 года, являвшемся национальным отбором на «Евровидение 2017». В финале, состоявшемся 11 марта, JOWST и Вальманн получили максимальную оценку 12 баллов от четырёх из одиннадцати представителей международного жюри и победили в телеголосовании. В золотом финале, где путевку на «Евровидение» разыгрывали четыре претендента исключительно на основе голосов зрителей, они также победили. В финале «Евровидения» дуэт занял 10-е место.